# William Lamb
William Lamb, II vizconde de Melbourne, miembro del Consejo Privado del Reino Unido, y de la Royal Society (15 de marzo de 1779-24 de noviembre de 1848), normalmente conocido como Lord Melbourne, fue un hombre de estado británico del partido Whig que sirvió como ministro del Interior o Home Secretary entre 1830-1834 y como primer ministro en 1834 y 1835-1841. Se le conoce sobre todo por haber sido una especie de "mentor" además de ser el primer ministro de la joven reina Victoria, mientras ella tenía entre 18-21 años de edad, a quien adiestró en los temas políticos. Los historiadores han concluido que Melbourne no fue un primer ministro destacado, pues no tuvo que manejar grandes guerras en el extranjero o asuntos internos, carece de grandes logros, y no formuló grandes principios. "Pero fue bueno, honrado y nada egoísta."  Melbourne fue destituido por el rey Guillermo IV en 1834, el último primer ministro británico en ser destituido por el monarca.

## Primeros años
Nació en Londres en 1779, en el seno de una familia aristocrática partidaria del partido whig. William Lamb era hijo del primer vizconde de Melbourne y Elizabeth, vizcondesa de Melbourne (1751-1818), aunque su paternidad fue cuestionada.  
Fue educado en Eton y en el Trinity College, Cambridge, donde entró en contacto con un grupo de radicales románticos entre los que se encontraban Percy Bysshe Shelley y Lord Byron. Con el trasfondo de las guerras napoleónicas, Lamb sirvió en el país como capitán (1803) y comandante (1804) en la Infantería de Hertfordshire Volunteer.
En 1805 sucedió a su hermano mayor como heredero al título de su padre y se casó con Lady Caroline Ponsonby, una aristócrata anglo-irlandesa. Al año siguiente salió elegido a la Cámara de los Comunes como diputado whig por Leominster. Para la elección en 1806 fue trasladado a la sede de Haddington Burghs y para la de 1807 se presentó con éxito por Portarlington (una sede que conservó hasta 1812).
Lamb llamó la atención del público por vez primera por razones que preferiría haber evitado: su esposa tuvo un affair público con Lord Byron —ella acuñó la famosa caracterización de Byron como "loco, malo y peligroso de conocer".  El escándalo resultante fue la habladuría de Gran Bretaña en 1812. En 1816 Lady Caroline publicó una novela gótica Glenarvon, que retrataba tanto el matrimonio como su affair con Byron de una manera estridente, lo que causó a William aún mayor incomodidad, mientras que las maliciosas caricaturas de destacadas figuras sociales hicieron de ellos varios enemigos influyentes. Con el tiempo, los dos se reconciliaron y, aunque se separaron en 1825, la muerte de ella en 1828 le afectó considerablemente.
En 1816 Lamb regresó a Peterborough por el influyente whig Lord Fitzwilliam. Le dijo a Lord Holland que él estaba comprometido con los principios whig de la Revolución gloriosa pero no "al montón de adiciones modernas, interpolaciones, hechos e invenciones". Por lo tanto él habló contra la reforma parlamentaria y votó por la suspensión del habeas corpus en 1817 cuando abundaba la sedición.
El sello distintivo de Lamb era el término medio. Aunque era un whig, aceptó, el 29 de abril de 1827, el cargo de Jefe de Secretaría de Irlanda en los gobiernos tories moderados de George Canning y Lord Goderich. A la muerte de su padre en 1828 se convirtió en el segundo vizconde de Melbourne, de Kilmore en el condado de Cavan, se trasladó a la Cámara de los Lores. Había pasado veinticinco años en los Comunes como diputado sin cargo y no era muy conocido políticamente.

## Home Secretary: 1830-1834
Cuando los whigs alcanzaron el poder con Lord Grey en noviembre de 1830 Melbourne se convirtió en Home Secretary del nuevo gobierno. Durante los disturbios de 1830-32 "actuó tanto con firmeza como con tacto, y fue por esta función que sus compañeros reformistas se lo agradecieron con entusiasmo". Con posterioridad a las Swing riots de 1830-31 contrarrestó el alarmismo de los magistrados tories rechazando recurrir a la fuerza militar y en lugar de eso abogó porque los poderes habituales de magistrados se hicieran cumplir plenamente junto con agentes especiales y recompensas financieras para la detención de los alborotadores y agitadores. Nombró una comisión especial para enjuiciar aproximadamente mil de aquellos arrestados y se aseguró de que la justicia se cumplía estrictamente —un tercio fueron absueltos y la mayor parte de un quinto de los sentenciados a muerte fueron en lugar de ello deportados. Los tumultos sobre la reforma en 1831-32 fueron combatidos con la aplicación de las leyes habituales y de nuevo Melbourne rechazó aprobar legislación de emergencia contra la sedición.

## Primer ministro: 1834, 1835-1841
Después de que Lord Grey dimitiera como primer ministro en julio de 1834, el rey se vio obligado a nombrar a otro whig que lo sucediera, pues los tories no eran suficientemente fuertes para apoyar al gobierno. Melbourne era el hombre que más probablemente era aceptado tanto por el rey como por el partido whig. Melbourne dudó después de recibir de Grey una carta del rey pidiéndole que lo visitara para discutir la formación de un gobierno. Melbourne creyó que no disfrutaría del trabajo extra que acompañaba el cargo de primer ministro pero no quería abandonar a sus amigos y a su partido. Según Charles Greville, Melbourne dijo a su secretario, Tom Young: "Creo que es un maldito aburrimiento. Tengo muchas ideas diferentes sobre lo que hacer". Young replicó: "Porque, maldita sea, tal cargo nunca fue desempeñado por ningún griego ni romano: y si sólo durase tres meses, merecería la pena haber sido primer ministro de Inglaterra [sic]." "Por Dios, eso es verdad," Melbourne dijo, "¡Iré a ello!"
El compromiso era la clave de muchas de las acciones de Melbourne. Como aristócrata, tenía un gran interés en mantener el statu quo. Se opuso a la Ley de reforma de 1832 propuesta por los whigs, arguyendo que la emancipación católica no había terminado en la tranquilidd que esperaba de ella, pero a regañadientes se mostró de acuerdo en que era necesario para impedir la amenaza de la revolución. Más tarde se opuso a la revocación de las Corn Laws argumentando no sólo que la emancipación católica había fracasado, sino también que la propuesta de ley de reforma no había mejorado la condición de la gente. Mientras era menos radical que la mayoría, cuando Lord Grey dimitió (julio de 1834), Melbourne fue visto ampliamente como el reemplazo más aceptable entre los líderes whig y fue nombrado primer ministro.
La oposición del rey Guillermo IV al reformismo whig le llevó a despedir a Melbourne en noviembre. Luego dio a los tories bajo Sir Robert Peel una oportunidad de formar un gobierno. El fracaso de Peel a la hora de ganar una mayoría en la Casa de los Comunes en las posteriores elecciones (enero de 1835) le hizo imposible formar gobierno, y los whigs volvieron al poder bajo Melbourne en abril de 1835. Esta fue la última vez que un monarca británico intentó nombrar un gobierno contra una mayoría parlamentaria.

### Chantajeado
Al año siguiente, Melbourne se vio de nuevo involucrado en un escándalo sexual. Esta vez fue víctima de un intento de chantaje por parte del marido de una amiga cercana, la belleza de sociedad y autora Caroline Norton. El esposo exigió 1.400 libras, y cuando lo rechazó él acusó a Melbourne de tener un affair (asunto o lío) con su esposa. En esta época semejante escándalo habría sido suficiente para arruinar a un gran político, de manera que es una medida del respeto que le tenían los contemporáneos por su integridad que el gobierno de Melbourne no cayese. El rey y el duque de Wellington le urgieron que continuara como primer ministro. Cuando Norton fracasó en los tribunales, Melbourne quedó reivindicado, pero dejó de ver a la señora Norton.
A pesar de todo, como concluye el historiador Boyd Hilton, "es irrefutable que la vida personal de Melbourne era problemática. Sesiones de "disciplina inglesa" (spanking) con damas aristocráticas eran inofensivas, no tanto las azotainas administradas a chicas huérfanas acogidas en su casa como objetos de caridad."

### Reina Victoria
Melbourne era primer ministro cuando la reina Victoria ascendió al trono (junio de 1837). De apenas dieciocho años, estaba sólo empezando a liberarse de la dominante influencia de su madre, la duquesa de Kent, y el consejero de su madre, Sir John Conroy. A lo largo de los cuatro años siguientes, Melbourne la adiestró en el arte de la política y los dos se hicieron amigos: se dice que Victoria dijo que lo consideraba como un padre (el de ella había muerto cuando sólo tenía un año de edad), y el hijo de Melbourne había muerto a muy corta edad. A Melbourne le dieron un apartamento privado en el castillo de Windsor, y circularon rumores infundados durante un tiempo de que Victoria se casaría con Melbourne, cuarenta años mayor. Ser tutor de Victoria fue el clímax de la carrera de Melbourne —el primer ministro pasaba de cuatro a cinco horas al día visitándola, y escribiéndole, y ella respondió con entusiasmo y creció en sabiduría.

### Gobierno continuado
El 7 de mayo de 1839 Melbourne anunció su intención de dimitir. Esto llevó a la Crisis de las Damas de Cámara. El primer ministro en perspectiva Robert Peel exigió que la reina Victoria despidiera a algunas de las esposas e hijas de miembros del parlamento whigs que formaban parte de su séquito personal, argumentando que el monarca debía evitar cualquier sospecha de favoritismo hacia un partido que ya no estaba en el poder. Cuando la reina rechazó la petición, apoyada por Melbourne aunque sin ser consciente de que Peel no había pedido la dimisión de todas las damas de la reina como ella le había hecho creer, Peel rechazó formar un nuevo gobierno y Melbourne fue convencido de permanecer como primer ministro.
Melbourne dejó una lista considerable de legislación reformista —no tan larga como la de Lord Grey, pero aun así mereció la pena. Entre las leyes de su gobierno estuvo una reducción en el número de delitos capitales, reformas del gobierno local, y la reforma de las leyes de los pobres. Esto restringía los términos en los que a los pobres se les permitía ayuda y establecía admisión obligatoria en las workhouses (asilos para pobres).
El 25 de febrero de 1841, fue admitido como Fellow of the Royal Society.

## Moción de censura final y renuncia
Tras la moción de censura iniciada por John Stuart-Wortley, miembro del Parlamento conservador, el gobierno de Melbourne cayó por segunda vez, y dimitió como primer ministro el 30 de agosto de 1841.

## Vida posterior (1841-1848)
Incluso después de que Melbourne dimitiera con carácter permanente en agosto de 1841, Victoria siguió escribiéndole pero al final la correspondencia cesó porque se veía como algo inapropiado. El papel de Melbourne se desvaneció conforme Victoria pasó a confiar en su nuevo esposo el príncipe Alberto así como en sí misma.
Melbourne sobrevivió, pero fue debilitado por un ataque al corazón que sufrió catorce meses después de su marcha de la política. Pasó su retiro viviendo en Melbourne Hall, Derbyshire, donde murió el 24 de noviembre de 1848.
A su muerte, Melbourne fue enterrado en la iglesia de Santa Etheldreda, Hatfield, Hertfordshire, donde también está enterrado un primer ministro posterior Lord Salisbury.
A su muerte sus títulos pasaron a su hermano Frederick, pues sus dos hijos —un niño, George Augustus Frederick (n. 1807) y una hija prematura (n. 1809)— premurieron.

## Legado
Varios lugares fueron nombrados en su memoria, como:
- Melbourne, la ciudad capital de Victoria, Australia, recibió este nombre en su honor en marzo de 1837, pues era primer ministro de la Gran Bretaña en aquella época.[18][19]
- Monte Melbourne, un estratovolcán en la Antártida,  nombrado en su honor por el explorador y oficial naval británico James Clark Ross, en 1841.[20]

Se recuerda su frase favorita y más famosa, sobre la política: «¿Por qué no dejarlo en paz?», citada por aquellos que se oponen al cambio por el cambio.

## Gobiernos de Melbourne
- Primer ministerio de Melbourne (1834)
- Segundo ministerio de Melbourne (1835-1839)
- Tercer ministerio de Melbourne (1839-1841)

## En el cine
En la película The Young Victoria (2009), Lord Melbourne está interpretado por el actor Paul Bettany.

### Fuente primaria
- Lloyd Charles Sanders, ed. (1889). Lord Melbourne's papers.